# Onthophagus angularis
Onthophagus angularis är en skalbaggsart som beskrevs av D'orbigny 1908. Onthophagus angularis ingår i släktet Onthophagus och familjen bladhorningar. Inga underarter finns listade i Catalogue of Life.